# Mein Mann will heiraten
Mein Mann will heiraten (Originaltitel: Grounds for Marriage) ist ein US-amerikanischer Spielfilm von 1951 unter der Regie von Robert Z. Leonard. Van Johnson und Kathryn Grayson spielen in dieser turbulenten Musikkomödie, die auf einer Geschichte von Samuel Marx beruht, die Hauptrollen. Seine Premiere erlebte der Film am 11. Januar 1951 in New York City.

## Handlung
Die beliebte Opernsängerin Ina Massine kehrt nach drei Tourneejahren, die sie durch Europa geführt haben, in ihre Heimatstadt New York zurück. Dort praktiziert ihr Ex-Mann Dr. Lincoln I. Bartlett, der sich auf Halserkrankungen spezialisiert hat. Ina will ihren Mann zurückgewinnen, denn sie kann inzwischen nicht mehr verstehen, warum sie sich von ihm scheiden lassen hat. Inzwischen ist Dr. Bartlett jedoch mit Agnes Young, der Tochter seines Chefs, verlobt. Ina lässt nichts unversucht, ihren Ex-Mann zurückzugewinnen, beißt bei ihm jedoch auf Granit. Als die Premiere für die Oper La Bohème ansteht, bekommt Ina unversehens heftige Halsschmerzen und ruft ihren Arzt Dr. Young an. Zufällig vertritt ihr Ex-Mann ihn an diesem Abend. Er stellt bei Ina eine tropische Krankheit fest, die sie sich möglicherweise bei einem Gastspiel in Südamerika zugezogen haben könnte. Er rät ihr, ihren Auftritt abzusagen, doch die eigenwillige Ina hört nicht auf ihn, tritt auf und hat am nächsten Morgen keine Stimme mehr. Dazu trägt auch bei, dass sie einen lautstarken Tobsuchtsanfall bekommen hatte, als sie in der Morgenzeitung von der bevorstehenden Hochzeit von Lincoln und Agnes lesen musste.
Dr. Young diagnostiziert eine Sprechstörung, ausgelöst durch starke seelische Beeinträchtigungen. Er empfiehlt Ina, einen Psychiater aufzusuchen. Als er mit Lincoln Bartlett über den Fall spricht, deutet er dem Kollegen gegenüber an, dass auch eine neue Liebe Inas Problem lösen könnte. Da Lincoln sich als Arzt weiter um Ina kümmert, wird seine Verlobte Agnes zunehmend misstrauisch und verärgert. Lincolns Versuche, Ina mit seinem älteren Bruder Chris zu verkuppeln, scheitern unterdessen. Eines Abends bringt Ina Lincoln dazu, mit ihr auszugehen. Sie suchen ein Lokal in Greenwich Village auf, das in ihrer glücklichsten Zeit zu ihren Lieblingsplätzen gehörte. Einige Freunde von Agnes sehen das Pärchen dort, auch weil Lincoln einen begeisternden Charleston aufs Parkett legt. Auf der Heimfahrt und später in ihrer Wohnung versucht Ina vergeblich, Lincoln zu verführen. Der kann sich durch einen fingierten Anruf über einen angeblichen medizinischen Notfall schnell von ihr verabschieden. Am nächsten Morgen konfrontiert ihn Agnes mit den Berichten ihrer Freunde. Lincoln gelingt es jedoch, sie zu besänftigen. Auf einer Veranstaltung, die er zusammen mit Agnes besucht, zieht er sich eine Erkältung zu. Ina erfährt von seiner Erkrankung und kümmert sich ungefragt um ihn, während Agnes mit Chris im Theater ist. Unter ihrer Fürsorge schläft er ein, träumt von ihr und erwacht, wobei er ihren Namen ruft. Davon erwacht die ebenfalls eingeschlafene Ina, erschrickt und hat plötzlich ihre Stimme wieder. Glücklich umarmen sich beide. Als Agnes plötzlich in der Tür steht, versucht Lincoln ihr alles zu erklären. Wütend stellt sie ihm Bedingungen für die eigentlich schon fest geplante, zukünftige Ehe, was wiederum ihn dazu bringt, die Stimme zu verlieren. Agnes verlässt das Haus. Ina ist in all der Aufregung nur mit einem Schlafanzug bekleidet auf die Straße geflüchtet und wird von der Polizei wegen unangemessener Bekleidung zurück in die Wohnung gebracht. Sie erkennt nun, dass Lincolns Stimmverlust auch bedeutet, dass er sie noch liebt. Sie gibt dem sprachlosen Mann zu verstehen, dass sie ihn wieder heiraten möchte, was beide mit einem Kuss besiegeln. Danach ist auch Lincolns Stimme wieder da.

## Hintergrund
Die Dreharbeiten dauerten von Mitte Mai bis Ende Juni 1950. In den USA lief der Film am 11. Januar 1951 an. In der Bundesrepublik Deutschland startete er am 22. April 1952. In Österreich, Finnland, Belgien, Portugal und Dänemark startete der Film ebenfalls im Jahr 1952; in Schweden am 26. November 1951. Es handelt sich um eine Produktion von Metro-Goldwyn-Mayer (MGM).
Die Hauptrollen der Ex-Eheleute waren zuerst mit June Allyson und Robert Walker besetzt, die dann aber durch Kathryn Grayson und Van Johnson ersetzt wurden. Obwohl der fertige Film keine guten Bewertungen erhielt, wurde das Stück ein Jahr später am Lux Radio Theater in den Spielplan aufgenommen, und Kathryn Grayson und Van Johnson wurden wiederum in den Hauptrollen besetzt.
Kathryn Grayson nahm 1934 Gesangsunterricht an der Chicago Civic Opera. 1962 startete sie eine Opern-Karriere mit Opern wie La Bohème, Madame Butterfly, Orpheus in der Unterwelt und La traviata. Kathryn Grayson sang auch in diesem Film selbst. Im Film sind Auszüge aus La Bohème von Giacomo Puccini und Carmen von Georges Bizet zu hören, gesungen von Vladimir Rong. Außerdem singt Kathryn Grayson die Hymne an die Sonne von Rimski-Korsakow. Die Libretti zur Musik stammen von Luigi Illica, Ludovic Halévy und Henri Meilhac.

## Kritik
„Auf einer Europatournee kommt eine Sängerin zu der Einsicht, dass ihre Scheidung voreilig war. Ihr Exgatte ist gerade im Begriff, wieder zu heiraten, als sie sich einschaltet und ihn mit Aufbietung weiblicher List wieder für sich gewinnt. Amüsante, pointenreiche Musik-Komödie, mit leichter Hand inszeniert.“